# Emma Molin
Emma Matilda Molin, född 16 maj 1979 i Västerhaninge, är en svensk skådespelare, manusförfattare, komiker, regissör och programledare.

## Biografi
Molin har medverkat i framförallt en rad tv- och filmproduktioner för vuxna och barn. Sedan 1997 är hon en av de skrivande och agerande medlemmarna i humorgruppen Grotesco. Molin är bland annat manusförfattaren bakom Grotescos uppmärksammade avsnitt "Ladies Night" som skildrar ojämlikheter mellan män och kvinnor i humorbranschen. Åren 2013–2015 var hon en av huvudpersonerna i UR:s serie Livet i Bokstavslandet. Hon har även medverkat i humorprogrammet Partaj samt i radioprogrammet Pang Prego på Sveriges Radio P3.
År 2021 programledde Emma Molin P3 Guld tillsammans med Oscar Zia från ett hotell i Stockholm under rådande coronapandemi. År 2018 programledde hon Grammisgalan tillsammans med Amanda Ooms. Hon har även varit programledare för Guldbaggegalan 2019 och 2020.
År 2018 var hon värd för Sommar i P1. 
Molin tävlade i På spåret tillsammans med Hanna Dorsin 2018, 2019 och 2020. Hon har tävlat i Alla mot alla flera gånger, bland annat i par med Erik ”Jerka” Johansson och  Markus Krunegård.

## Familj
Molin var tidigare gift med Jakob Setterberg. Tillsammans har de två barn.

## Teater
| År   | Roll        | Produktion                                         | Regi      | Teater       |
| ---- | ----------- | -------------------------------------------------- | --------- | ------------ |
| 2015 | Medverkande | Grotesco på Scala – En näradödenrevy Henrik Dorsin | Anna Vnuk | Scalateatern |

## Radio
- 2009 – Pang Prego
- 2017-2018 God Morgon världen P1
- 2020-2023 – Eftermiddag i P3[8]
- 2025 Talkshow i P1

## TV
- 2007–2017 – Grotesco (TV-serie)
- 2007 – Labyrint (TV4)
- 2008 – Robins (SVT)
- 2008 – Skägget i brevlådan (SVT)
- 2009 – Scoop (SVT)
- 2012 – Mysteriet på Greveholm – Grevens återkomst (SVT)
- 2012 – Energina (SVT)
- 2011–2013 – Partaj (Kanal 5)
- 2013 – Piraterna (SVT)
- 2013–2015 – Livet i Bokstavslandet (UR)
- 2014–2015 – Pinata (SVT)
- 2014 – Brevfilmen (SVT)
- 2014–2015 – Inte OK (TV3)
- 2014 – Hemligheter och lögner (TV3)
- 2014 – Torpederna (TV4)
- 2017 – Hur svårt kan de va (TV4)
- 2017 – Så mycket roligare (Kanal 5)
- 2018 – Tror du jag ljuger? (TV-serie)
- 2018 – På spåret  (TV-serie)
- 2018–2019 – Andra åket (TV-serie)
- 2019 – Bäst i test (TV-program)
- 2020 – Up4Noise (TV-serie)
- 2021 – Alla utom vi (TV-serie)
- 2023-2024 - Vilken historia! (Tv-serie)
- 2024 - Jakten på förstasidan (tv-serie)
- 2024 – Smartare än en femteklassare
- 2024 – Skattjakten med IJustWantToBeCool (TV-serie)
- 2025 Klassiska Klubben (SVT)
- 2025 - Gränsfall (SVT)
- 2025 - Över Atlanten (Kanal 5)

## Filmografi
- 2010 – Puss
- 2011 – The Stig-Helmer Story
- 2019 – Tills Frank skiljer oss åt
- 2022 – Göta kanal 4 – Vinna eller försvinna (regi)